# Olympische Sommerspiele 2024/Segeln – Windsurfen iQFoiL (Männer)
Die Segelregatta im Windsurfen mit dem IQFoiL der Männer bei den Olympischen Sommerspielen 2024 wurde vom 29. Juli bis 3. August vor dem Marina de Marseille ausgetragen.
Erstmals wurde in der olympischen Geschichte das Windsurfen mit IQFoiL-Brettern ausgetragen. In Tokio 2020 wurde das Windsurfen mit RS:X-Brettern ausgetragen.

## Zeitplan
| ● | Regatta | ● | Medaillenrennen |

| Datum   | Juli    | Juli      | Juli     | August   | August                                              | August                                   |
| Datum   | 29. Mo. | 30. Di.   | 31. Mi.  | 1. Do.   | 2. Fr.                                              | 3. Sa.                                   |
| ------- | ------- | --------- | -------- | -------- | --------------------------------------------------- | ---------------------------------------- |
| Regatta | 1       | 2/3/4/5/6 | 7/8/9/10 | 11/12/13 | Viertelfinale Halbfinale Medaillenrennen verschoben | Viertelfinale Halbfinale Medaillenrennen |

## Ergebnisse
| - † = Streichergebnis - UFD = „U“ flag disqualification (Disqualifiziert (Start unter „U“-Flagge)) - BFD = „Black“ flag disqualification (Disqualifiziert (Start unter schwarzer Flagge)) - RDG = Redress given (Anerkannte Abhilfe) - DNF = Did not finish (Rennen nicht beendet) - DNC = Did not contested (Nicht in den Startbereich gekommen) - DPI = Discretionary Penalty Imposed (Ermessensstrafe verhängt) - DSQ = Disqualifikation - RET = Retired (Zurückgezogen nach Wettbewerbsbeginn) - OCS = On the course side of the starting line (Falsche Position bei Start) |

### Vorrunde
| Rang | Athlet             | Nation             | Regatta   | Regatta   | Regatta   | Regatta   | Regatta | Regatta   | Regatta   | Regatta   | Regatta   | Regatta | Regatta   | Regatta   | Regatta | Punkte | Punkte                |
| Rang | Athlet             | Nation             | 1         | 2         | 3         | 4         | 5       | 6         | 7         | 8         | 9         | 10      | 11        | 12        | 13      | Gesamt | Mit Streich- ergebnis |
| ---- | ------------------ | ------------------ | --------- | --------- | --------- | --------- | ------- | --------- | --------- | --------- | --------- | ------- | --------- | --------- | ------- | ------ | --------------------- |
| 1    | Grae Morris        | Australien         | 13†       | 24† (DNS) | 10        | 9         | 1       | 7         | 2         | 1         | 9         | 2       | 4         | 7         | 8       | 98     | 60                    |
| 2    | Tom Reuveny        | Israel             | 8         | 13        | 5         | 3         | 3       | 4         | 25† (BFD) | 3         | 5         | 13      | 14†       | 4         | 2       | 102    | 63                    |
| 3    | Josh Armit         | Neuseeland         | 4         | 18†       | 1         | 14        | 8       | 25† (UFD) | 11        | 2         | 6         | 4       | 2         | 3         | 11      | 109    | 66                    |
| 4    | Paweł Tarnowski    | Polen              | 12†       | 3         | 6         | 2         | 9       | 2         | 5         | 5         | 10        | 10      | 3         | 11        | 23†     | 101    | 66                    |
| 5    | Luuc van Opzeeland | Niederlande        | 25† (BFD) | 9         | 2         | 1         | 6       | 1         | 3         | 25† (DSQ) | 11        | 14      | 15        | 1         | 6       | 119    | 69                    |
| 6    | Nicolò Renna       | Italien            | 2         | 15 (RDG)  | 25† (DNF) | 4         | 2       | 5         | 25† (BFD) | 12        | 12        | 7       | 1         | 9         | 4       | 123    | 73                    |
| 7    | Noah Lyons         | Vereinigte Staaten | 5         | 1         | 8         | 13        | 12      | 3         | 9         | 6         | 25† (BFD) | 11      | 6         | 14        | 22†     | 135    | 88                    |
| 8    | Sam Sills          | Großbritannien     | 21†       | 6         | 9         | 7         | 16†     | 6         | 7         | 9         | 4         | 15      | 7         | 6         | 12      | 125    | 88                    |
| 9    | Ethan Westera      | Aruba              | 11        | 12        | 12        | 17†       | 10      | 13†       | 8         | 11        | 3         | 6       | 8         | 2         | 7       | 120    | 90                    |
| 10   | Elia Colombo       | Schweiz            | 9         | 7         | 22†       | 6         | 11      | 10        | 25† (BFD) | 8         | 13        | 9       | 13        | 13        | 1       | 147    | 100                   |
| 11   | Ignacio Baltasar   | Spanien            | 15        | 5         | 13        | 10        | 17      | 11        | 25† (BFD) | 4         | 8         | 12      | 25† (DSQ) | 5         | 3       | 153    | 103                   |
| 12   | Sebastian Kördel   | Deutschland        | 10        | 15        | 21†       | 11        | 20      | 16        | 25† (BFD) | 2 (RDG)   | 1         | 1       | 11        | 8         | 9       | 150    | 104                   |
| 13   | Cheng Ching Yin    | Hongkong           | 20†       | 14        | 7         | 25† (BFD) | 14      | 9         | 1         | 10        | 7         | 5       | 5         | 19        | 15      | 151    | 106                   |
| 14   | Johan Søe          | Dänemark           | 3         | 25† (DNS) | 4         | 25† (BFD) | 7       | 8         | 12        | 7         | 25 (BFD)  | 3       | 12        | 21        | 10      | 162    | 112                   |
| 15   | Nicolas Goyard     | Frankreich         | 1         | 16        | 11        | 5         | 5       | 14        | 18†       | 15        | 14        | 16      | 22†       | 15        | 18      | 170    | 130                   |
| 16   | Mateus Isaac       | Brasilien          | 25† (BFD) | 2         | 14        | 8         | 13      | 15        | 16        | 18        | 15        | 8       | 19†       | 16        | 5       | 174    | 130                   |
| 17   | Rytis Jasiūnas     | Litauen            | 16        | 19        | 20†       | 12        | 21†     | 12        | 4         | 14        | 2         | 20      | 16        | 12        | 17      | 185    | 144                   |
| 18   | Makoto Tomizawa    | Japan              | 6         | 20        | 3         | 25† (BFD) | 15      | 18        | 13        | 17        | 18        | 21†     | 9         | 17        | 13      | 195    | 149                   |
| 19   | Huang Jingye       | China              | 7         | 11        | 23†       | 16        | 22      | 17        | 6         | 20        | 25† (BFD) | 23      | 17        | 18        | 14      | 219    | 171                   |
| 20   | Jakob Eklund       | Finnland           | 14        | 17        | 18        | 19†       | 18      | 20†       | 10        | 16        | 16        | 19      | 18        | 10        | 16      | 211    | 172                   |
| 21   | Francisco Saubidet | Argentinien        | 17        | 4         | 17        | 15        | 19      | 25† (UFD) | 15        | 13        | 17        | 18      | 21        | 23†       | 19      | 223    | 175                   |
| 22   | Byron Kokkalanis   | Griechenland       | 18        | 8         | 15        | 25† (BFD) | 4       | 19        | 25† (BFD) | 19        | 25 (BFD)  | 17      | 10        | 22        | 21      | 228    | 178                   |
| 23   | Robert Kubín       | Slowakei           | 19        | 10        | 16        | 18        | 23†     | 21        | 14        | 21        | 19        | 22†     | 20        | 20        | 20      | 243    | 198                   |
| 24   | Rami Boudrouma     | Algerien           | 22        | 21        | 19        | 20        | 24†     | 22        | 17        | 22        | 20        | 24      | 23        | 25† (DNF) | 24      | 283    | 234                   |

### Finalrunde
| Rang | Athlet             | Nation             | Viertelfinale | Halbfinale | Medaillen- rennen |
| ---- | ------------------ | ------------------ | ------------- | ---------- | ----------------- |
| 1    | Tom Reuveny        | Israel             | Freilos       | 2          | 1                 |
| 2    | Grae Morris        | Australien         | Freilos       | Freilos    | 2                 |
| 3    | Luuc van Opzeeland | Niederlande        | 1             | 1          | 3                 |
| 4    | Josh Armit         | Neuseeland         | Freilos       | 3          | —                 |
| 5    | Sam Sills          | Großbritannien     | 2             | 4          | —                 |
| 6    | Nicolò Renna       | Italien            | 3             | —          | —                 |
| 7    | Elia Colombo       | Schweiz            | 4             | —          | —                 |
| 8    | Ethan Westera      | Aruba              | 5             | —          | —                 |
| 9    | Noah Lyons         | Vereinigte Staaten | 6             | —          | —                 |
| 10   | Paweł Tarnowski    | Polen              | 7             | —          | —                 |